# Thiomonas perometabolis
Thiomonas perometabolis es una bacteria gramnegativa del género Thiomonas. Fue descrita en el año 1997. Su etimología hace referencia a metabolismo mutilado. El primer aislado fue en 1967, y se describió como Thiobacillus perometabolis. Es aerobia y móvil por flagelo polar. Tiene un tamaño de 0,5 μm de ancho por 1-2 μm de largo. Forma colonias lisas, de color blanco pálido, que tras dos semanas de incubación adquieren coloración naranja por precipitación de azufre. Temperatura óptima de crecimiento de 30 °C. Se ha aislado de suelos en Estados Unidos. 